# Coffeeheaven
Coffeeheaven – sieć kawiarni w Europie Środkowej, działająca w 7 państwach – w Polsce, Czechach, Rumunii, Bułgarii oraz na Słowacji, Łotwie i Węgrzech. Pierwsza kawiarnia w Polsce została otwarta w Gdyni w 2000 roku. Operatorem kawiarni jest CHI Polska.

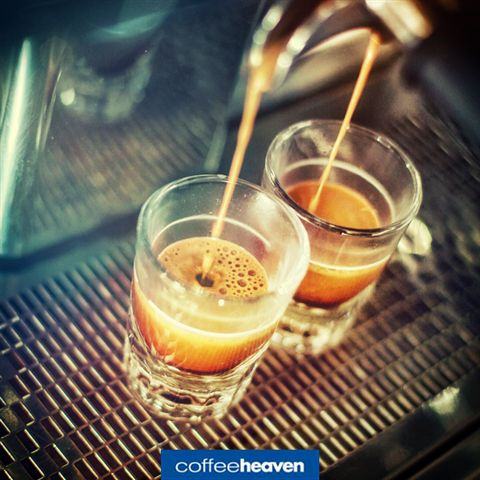
Espresso coffeeheaven

## Giełda
W 2001 roku CHI Polska zainaugurowała na londyńskiej giełdzie London Stock Exchange Alternative Investment Market, a w 2010 roku stała się częścią Costa Limited (należącej do Whitbread Plc).

## Rebranding
W 2014 roku rozpoczął się proces rebrandingu, w wyniku którego coffeeheaven zmieniło się w Costa Coffee.